# Makee Township (comté d'Allamakee, Iowa)
Makee Township est un township, du comté d'Allamakee en Iowa, aux États-Unis,.
Il est organisé en 1852.